# Klępino Białogardzkie
Klępino Białogardzkie (niem. Klempin; dawn. pol. Klempino) – wieś sołecka w Polsce położona w województwie zachodniopomorskim, w powiecie białogardzkim, w gminie Białogard. Jedna z najstarszych wsi powiatu. W latach 1975–1998 wieś należała do województwa koszalińskiego. W 2007 wieś liczyła 127 mieszkańców.

## Geografia
Wieś leży w odległości ok. 7 km na południowy wschód od Białogardu, przy drodze z Białogardu do Żytelkowa. Teren wokół wsi jest pagórkowaty w otoczeniu lasu, pól uprawnych i łąk.

## Historia
Po raz pierwszy nazwa miejscowości pojawiła się w 1299. W 1454 książę pomorski Eryk I. podarował wieś miastu Białogard. Dopiero od początku XIX wieku wieś stała się niezależna.
W połowie XIX wieku wieś zamieszkiwało 177 osób, a w 1910 liczba mieszkańców wzrosła do 195. 
31 sierpnia 1930 spłonęła prawie połowa wsi. Przyczyną pożaru były dzieci, które bawiły się zapałkami.

## Zabytki i ciekawe miejsca
We wsi nieczynny cmentarz ewangelicki z połowy XIX wieku o pow. 0,24 ha.
Budynek inwentarski o konstrukcji ramowej z 2. połowy XIX wieku (zagroda nr 23) oraz budynek mieszkalny o konstrukcji szachulcowej z 1. połowy XIX wieku (zagroda nr 5). 
Niedaleko wsi znajduje się Góra Niwka - wyniesienie kemowe o wysokości 88 m n.p.m., z którego roztacza się widok na Białogard i okoliczne wioski. Przed II wojną światową znajdował się punkt startowy dla szybowców, tor saneczkowy oraz budynek starej szkoły.

## Turystyka
Przez wieś prowadzi lokalny, nieoznaczony szlak turystyczny: Szlak pieszy wokół Białogardu.

## Gospodarka
W Klępinie Białogardzkim działa wytwórnia mas bitumicznych.

## Kultura i sport
W miejscowości jest świetlica wiejska i boisko sportowe.

Ludowy Zespół Sportowy we wsi to "Huragan" Klępino, należący do Gminnego Zrzeszenia LZS.
 Corocznie odbywają się tutaj Gminne Biegi Przełajowe Szkół Podstawowych i Gimnazjum. 

## Komunikacja
We wsi jest przystanek komunikacji autobusowej.